# Бугайов Олександр Трохимович
Олександр Трохимович Бугайов (нар. 1911, село Андріївка, тепер Софіївського району Дніпропетровської області — ?) — український радянський діяч, секретар Житомирського і Ровенського обласних комітетів КПУ, ректор Ровенського (Рівненського) державного педагогічного інституту.

## Життєпис
З 1939 року — в Червоній армії на політичній роботі, учасник німецько-радянської війни. Служив агітатором відділення агітації і пропаганди політичного відділу 70-ї армії. Воював на Центральному, 1-му і 2-му Білоруських фронтах.
Член ВКП(б) з 1940 року.
Перебував на відповідальній партійній роботі.
У грудні 1955 — 16 вересня 1961 року — секретар Житомирського обласного комітету КПУ з ідеології.
8 вересня 1962 — 1968 року — секретар Ровенського обласного комітету КПУ з ідеології.
У 1968—1974 роках — ректор Ровенського державного педагогічного інституту імені Мануїльського. Працював на викладацькій роботі.
Потім — на пенсії.

## Звання
- майор

## Нагороди
- орден Вітчизняної війни І ст. (19.08.1944)
- орден Вітчизняної війни ІІ ст. (6.04.1985)
- орден Червоного Прапора (8.02.1945)
- орден Червоної Зірки (31.08.1943)
- ордени
- медаль «За бойові заслуги» (1942)
- медалі